# Андрашюнас, Ксаверас
Ксаверас Андрашюнас (лит. Ksaveras Andrašiūnas, 6 декабря 1901 — 28 августа 1981) — литовский шахматист.

## Биография
Фермер. Житель города Укмерге.
В составе сборной Литвы участник шахматной олимпиады 1939 г. В данном соревновании выполнял функции капитана и запасного участника. Литовская команда играла весь турнир основным составом, поэтому он сыграл только одну партию в 14-м туре финала: в матче со сборной Бразилии против запасного этой команды О. Круса (проиграл белыми в защите Нимцовича).
Написал книгу воспоминаний об олимпиаде 1939 г. и событиях вокруг нее. Книга «Гамбит жизни» была издана в Литве в 2016 г.

### Книга
- K. Andrašiūnas. Gyvybės gambitas: autobiografinis romanas. — Vilnius: Homo liber, 2016.